# Антоний (Подоровский)
Епископ Антоний (в миру Виктор Евгеньевич Подоровский; род. 13 июля 1984, Ташкент, Узбекская ССР, СССР) — архиерей Русской православной церкви, епископ Сызранский и Шигонский. Кандидат философских наук.
Тезоименитство — 2 (15) сентября (память преподобного Антония Киево-Печерского).

## Биография
Родился 13 июля 1984 года в городе Ташкенте. Крещён в 1990 году в храме Святого Александра Невского города Ташкента.

### Образование
В 2005 году окончил Самарскую духовную семинарию.
Затем в 2008 году окончил философский факультет Самарского муниципального университета Наяновой.
В 2009 году очно учился в Духовной академии на Крите (Ανωτάτη Εκκλησιαστική Ακαδημία Ηρακλείου Κρήτης, неоконченное очное).
В 2010 году окончил Московскую духовную академию по экстернату.
И в 2012 году окончил аспирантуру Самарской государственной областной академии (Наяновой).
А в 2018 году защитил кандидатскую диссертацию на тему «Гносеологическая демаркация предмета философии и теологии», и получил научную степень: кандидат философских наук.

### Служение в Церкви
С 2006 года стал послушником Заволжского мужского монастыря в честь Честного и Животворящего Креста Господня в селе Подгоры Волжского района Самарской области.
18 августа 2006 года в Заволжском монастыре игуменом Георгием (Шестуном) пострижен в мантию с наречением имени Антоний в честь преподобного Антония Киево-Печерского.
6 мая 2007 года архиепископом Самарским и Сызранским Сергием в храме великомученика Георгия Победоносца города Самары рукоположен в сан иеродиакона.
14 августа 2007 года архиепископом Самарским Сергием в Заволжском монастыре рукоположен в сан иеромонаха.
С 2007 года — регент хора Заволжского монастыря, помощник благочинного, с 2010 года — благочинный.
В 2007—2009 годах — преподаватель Самарской духовной семинарии (СамДС).
В 2011—2019 годах — преподаватель, старший преподаватель Самарской государственной областной академии (Наяновой).
В 2014 году стал старшим преподавателем, затем доцентом СамДС.
В 2020 году стал заведующим кафедрой библеистики СамДС.
С 2021 года — благочинный монастырского округа Самарской епархии.
С 2022 года стал и. о. игумена Заволжского монастыря и настоятель Свято-Троице-Сергиева подворья обители.
С 2023 года — редактор периодического издания альманаха Самарской и Сызранской епархии «Духовный собеседник».

### Архиерейство
27 декабря 2024 года решением Священного синода РПЦ избран епископом Сызранским и Шигонским.
11 января 2025 года в Казанском кафедральном соборе города Сызрани митрополитом Самарским и Новокуйбышевским Сергием возведён в сан архимандрита.
14 февраля 2025 года в Тронном зале кафедрального соборного Храма Христа Спасителя в Москве, по окончании всенощного бдения, Патриарх Московский и всея Руси Кирилл возглавил чин наречения архимандрита Антония (Подоровского), во епископа Сызранского и Шигонского.
15 февраля 2025 года в кафедральном соборном Храме Христа Спасителя в Москве хиротонисан во епископа Сызранского и Шигонского. Хиротонию совершили патриарх Кирилл, митрополит Воскресенский Григорий (Петров), митрополит Самарский и Новокуйбышевский Сергий (Полеткин), митрополит Архангельский и Холмогорский Корнилий (Синяев), митрополит Звенигородский Арсений (Перевалов), архиепископ Одинцовский и Красногорский Фома (Мосолов), епископ Отрадненский и Похвистневский Никифор (Хотеев), епископ Кинельский и Безенчукский Софроний (Баландин), епископ Тольяттинский и Жигулевский Нестор (Люберанский), епископ Истринский Серафим (Амельченков), епископ Раменский Алексий (Туриков).
24 июля 2025 года решением Священного синода РПЦ утверждён священноархимандритом Вознесенского мужского монастыря города Сызрани.